# Lisa Ellram
Lisa M. Ellram (* 18. Dezember 1960 in Robbinsdale, MN) ist eine US-amerikanische Wirtschaftswissenschaftlerin. Sie ist James Evans Rees Distinguished Professor of
Supply Chain an der Miami University. Sie gilt als eine der führenden Wissenschaftlerinnen aus dem Bereich des Supply-Chain-Managements.

## Leben
Ellram schloss 1982 ein Studium in Rechnungswesen an der University  of  Minnesota ab. Es folgten ein Masters in Business Administration (1987), ebenfalls in Minnesota, und ein Masterabschluss in Logistik von der Ohio State University (1989). Ihre betriebswirtschaftliche Promotion schloss sie dort 1990 ab.

## Wirken
Ellram leistete wichtige Beiträge zur Total Cost of Ownership. Viele ihrer jüngeren Arbeiten befassen sich mit der Rolle von Nachhaltigkeit in Lieferketten.
Ellram war über mehrere Jahre eine der Herausgeberinnen des Journal of Supply Chain Management.

## Veröffentlichungen (Auswahl)
- Martha C. Cooper, Lisa M. Ellram (1993). Characteristics of supply chain management and the implications for purchasing and logistics strategy. International Journal of Logistics Management, 4(2), 13–24.
- Lisa M. Ellram (1995). Total cost of ownership: an analysis approach for purchasing. International Journal of Physical Distribution & Logistics Management, 25(8), 4–23.
- Lisa M. Ellram Wendy L. Tate und Corey Billington (2008). Offshore outsourcing of professional services: A transaction cost economics perspective. Journal of Operations Management, 26(2), 148–163.